# En Tripolitaine (Les Troglodythes)
Pour plus de détails, voir Fiche technique et Distribution.
En Tripolitaine (Les Troglodythes) est un film documentaire français de Marc Allégret, sorti en 1927.

## Fiche technique
- Titre français : En Tripolitaine (Les Troglodythes)
- Réalisation : Marc Allégret
- Scénario : André Gide
- Production : Pierre Braunberger
- Société de production : Néofilms
- Société de distribution : Studio-Films (Paris)
- Pays de production :  France
- Format : Noir et blanc — 35 mm — 1,33:1 — Muet
- Genre : film documentaire